# Штейнберг, Дмитрий Иванович
Дмитрий Иванович Штейнберг (1810-е гг. — 1866) — библиограф, директор библиотеки Московского университета.

## Биография
Происходил из семьи крепостных, приписанных к типографии Московского университета. Начал службу писцом в университетской канцелярии. Окончил Московскую гимназию и курс словесного факультета Московского университета (1835), причислен ко 2-му разряду чиновников государственной службы.
Служил в должности суббиблиотекаря (1842—1857), затем — библиотекаря (1857—1866) библиотеки Московского университета. Уделял большое внимание комплектованию фондов, выступал против всякого рода цензурных ограничений в отношении библиотеки. Проводил работу по рациональному размещению библиотечных фондов. В 1858 завёл 2-й том инвентарного списка книг, в продолжение 1-го тома, начатого его предшественником на посту библиотекаря А. В. Рихтером). В 1859 году сделал первые шаги по созданию в библиотеке справочного отдела. Продолжал работы по изданию систематического «Каталога книг университетской библиотеки», начатого Ф. Ф. Рейссом и И. Д. Петрозилиусом. В 1863 году библиотека казённых студентов была переименована Штейнбергом в студенческую библиотеку и стала комплектоваться из специальных средств университета.